# Matthew Gibson (ciclista)
Matthew Gibson (Lymm, 2 de septiembre de 1996) es un deportista británico que compite en ciclismo en las modalidades de ruta y pista. Ganó una medalla de oro en el Campeonato Europeo de Ciclismo en Pista de 2015, en la prueba de persecución por equipos.

## Medallero internacional
| Campeonato Europeo | Campeonato Europeo | Campeonato Europeo | Campeonato Europeo      |
| Año                | Lugar              | Medalla            | Competición             |
| ------------------ | ------------------ | ------------------ | ----------------------- |
| 2015               | Grenchen ( Suiza)  | Medalla de oro     | Persecución por equipos |

## Palmarés en Ruta
2018
- 1 etapa del New Zealand Cycle Classic
- 1 etapa del Tour de Normandía
- 1 etapa del Tour de Loir-et-Cher
- 1 etapa del Tour del Porvenir

2019
- 1 etapa de la Vuelta al Lago Qinghai

2022
- 1 etapa del Tour de Olympia

## Equipos
- JLT Condor (2017-2018)
- Burgos-BH (2019-2020)
- Ribble Weldtite Pro Cycling (2021)
- WiV SunGod (01-06.2022)
- Human Powered Health (06.2022-2023)
- Saint Piran (2024)